# Digital Brainstorming
Digital Brainstorming ist ein Projekt der Reflexion zu digitaler Kunst und Kultur in der Schweiz, das seit 1998 besteht. Den digitalen Wandel begleitend, werden digitale Arbeiten zusammengetragen, die sich kritisch, technisch und kulturell mit den Fragen der Digitalisierung befassen. Durch die künstlerische Auseinandersetzung mit der Digitalisierung werden partizipative Ansätze mit gesellschaftlichen Fragestellungen der Zukunft verbunden. Gezeigt werden Konzeptideen, Objekte, Texte und Werke aus den Bereichen digitale Kultur und Medienkunst.

## Geschichte
Durch die Entwicklung des Internets hat sich das Migros-Kulturprozent 1998 aufgerufen gefühlt, die Schweizer Medienkunst in Form von Kulturförderung und Präsenz zu unterstützen, da sie durch die klassischen Kulturinstitutionen eine vergleichsweise geringe Förderung erfährt. Digitale Kunstformen und Diskurse prägen künftige Zivilgesellschaften. Damit erfüllt das Migros-Kulturprozent den sich selbst gestellten Auftrag der Kultur für alle.
Zunächst wurden Arbeiten der Medienkunst gefördert und auf DVD gesammelt, die sich mit dem Aufkommen der digitalen Kultur befasst haben. Diese Arbeiten wurden zunächst in 2008 und 2009 als «Werkbeiträge digitaler Kultur» sowie 2010 und 2011 in der Reihe «Digitale Kultur und Medienkunst in der Schweiz» im Christoph Merian Verlag gemeinsam mit Migros-Kulturprozent veröffentlicht.
Im Kontext der Veranstaltungsreihe Digital Brainstorming erschienen 2014 bis 2019 die Edition Digital Culture. Die Reihe wurde 2019 mit dem Band 6 zum Thema Virtual Reality abgeschlossen.

## Wirken
Die Aktivitäten reichen von Ausstellungen, Sammlungen und Publikationen zu öffentlichen Diskursen. Thematisiert werden Fragen der Digitalisierung in Soundart und Videokunst, in Netzkunst, interaktiver Kunst, Hacking, Konzeptkunst sowie Do-it-yourself, Remix und Medienkunst.